# La Chapelle-Marcousse
La Chapelle-Marcousse település Franciaországban, Puy-de-Dôme megyében. Lakosainak száma 64 fő (2022. január 1.). La Chapelle-Marcousse Dauzat-sur-Vodable, Mazoires, Rentières, Roche-Charles-la-Mayrand és Saint-Hérent községekkel határos.

## Népesség
A település népességének változása:
| Lakosok száma | 71   | 64   | 63   | 63   | 64   | 66   | 68   | 67   | 64   |
|               | 2013 | 2015 | 2016 | 2017 | 2018 | 2019 | 2020 | 2021 | 2022 |